# Luis Felipe Areta Sampériz

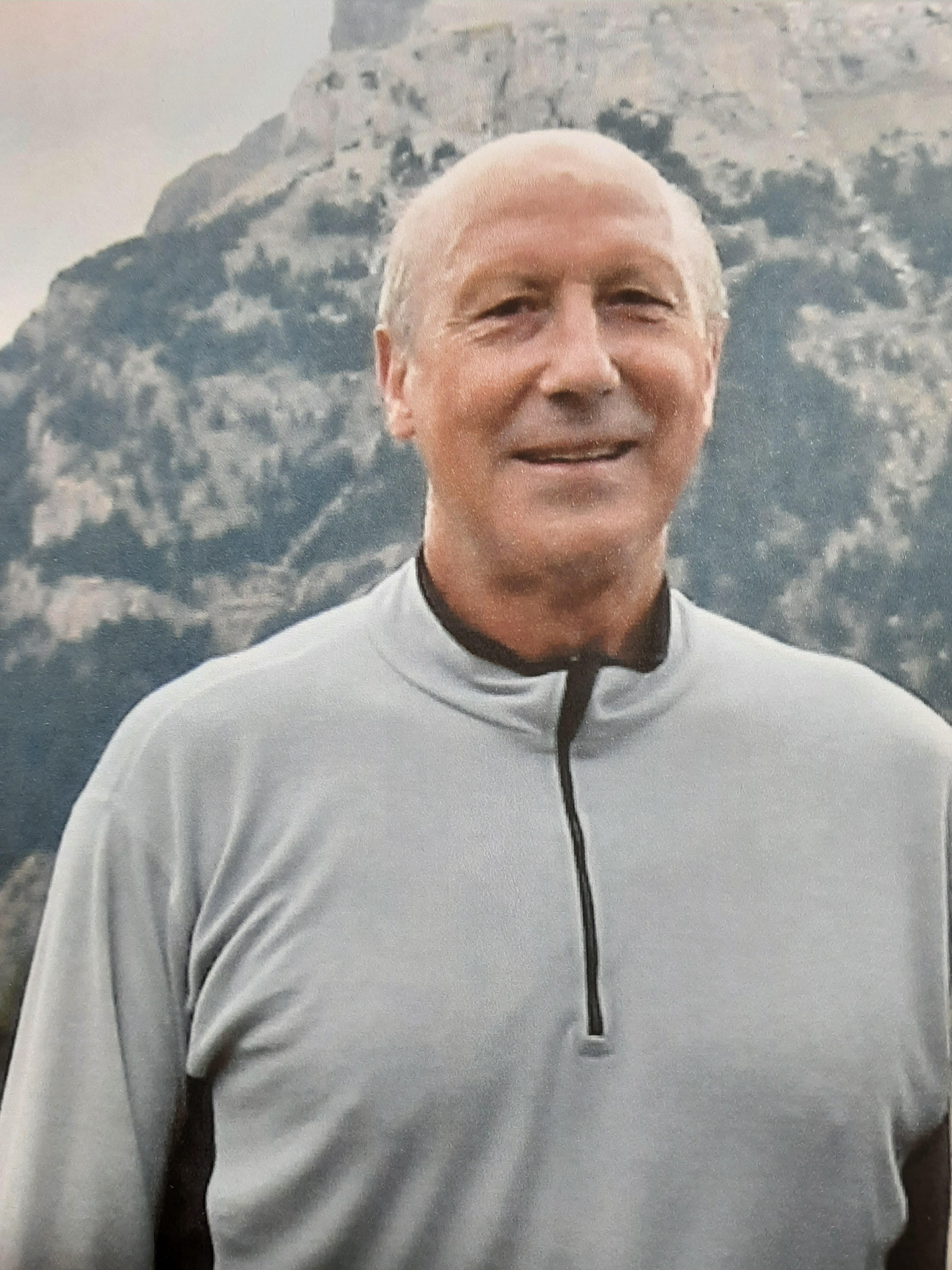
Luis Felipe Areta Sampériz, 2010

Luis Felipe Areta Sampériz  alias Pipe (* 28. März 1942 in Donostia-San Sebastián) ist ein spanischer Athlet und Priester.

## Leben

### Internationaler Athlet
Mit 15 begann er Basketball im Club Cantábrico zu spielen. Später fand er Interesse an der Leichtathletik und wurde 13 Mal spanischer Meister im Weitsprung. Er steigerte den spanischen Rekord von 7,40 auf 7,77 m. Er hat auch 21 Spitzenleistungen im Dreisprung von 14,69 m bis 16,36 m abgeliefert.
Er nahm an den Olympischen Sommerspielen 1960 in Rom, den Olympischen Spielen 1964 in Tokio und den Olympischen Spielen 1968 in Mexiko teil. In Tokio schaffte er den besten Dreisprung mit 16,20 m, aber er sprang in der letzten Runde verletzt nur auf die zwölfte Position. Eine andere Verletzung hinderte ihn an der Teilnahme an den Olympischen Sommerspielen 1972 in München.

### Priester
Im Jahr 1980 wurde er zum Priester des Opus Dei geweiht, dem er seit 1959 als Numerarier angehörte. Er wirkt als Lehrer und geistlicher Leiter an der Schule Gaztelueta in Bilbao. Während seiner Schulzeit am Colegio Mayor Aralar in Pamplona stellte er mit dem Journalisten Iñaki Gabilondo eine Gruppe von Amateurgesangsmusikern zusammen.

## Leistungen
| Jahr           | Wettbewerb                                 | Ort              | Platzierung    | Disziplin      | Anmerkung      |
| ESP vertretend | ESP vertretend                             | ESP vertretend   | ESP vertretend | ESP vertretend | ESP vertretend |
| -------------- | ------------------------------------------ | ---------------- | -------------- | -------------- | -------------- |
| 1963           | Mittelmeerspiele                           | Neapel, Italien  | 1.             | Weitsprung     |                |
| 1963           | Mittelmeerspiele                           | Neapel, Italien  | 1.             | Dreisprung     |                |
| 1964           | Olympische Sommerspiele                    | Tokio, Japan     | 6.             | Weitsprung     |                |
| 1967           | Mittelmeerspiele                           | Tunis, Tunesien  | 1.             | Dreisprung     |                |
| 1968           | Europäische Hallenspiele                   | Madrid, Spanien  | 3.             | Dreisprung     | 16,47 m = NRi  |
| 1971           | Leichtathletik-Halleneuropameisterschaften | Sofia, Bulgarien | 5.             | Dreisprung     |                |